# Parallelia conjuncturana
Parallelia conjuncturana là một loài bướm đêm trong họ Erebidae.